# Roberta Alexander
Roberta Alexander (née le 3 mars 1949 à Lynchburg, en Virginie) est une soprano américaine.

## Biographie

### Jeunesse et formation
Roberta est la fille d'une famille de musiciens, son père était chef de chœur et sa mère une chanteuse. En 1951, sa famille emménage en l'état de l'Ohio où elle grandira. 
Après ses études secondaires, elle étudie la musique à la Central State University de Wilberforce dans l'Ohio , à l'Université du Michigan où elle soutient avec succès son Master of Music (en)  et enfin au Conservatoire Royal de La Hague. 

### Carrière musicale
Elle s'installe aux Pays-Bas à l'âge de 23 ans pour parfaire sa formation d'artiste lyrique, et y a fait ses débuts en 1975, à l'Opéra national des Pays-Bas dans La cambiale di matrimonio de Rossini.
Elle interprète des opéras de Richard Strauss, Prokoviev, Benjamin Britten, Mozart,  Aaron Copland, etc, ainsi que des cantates de Bach.
Elle joue avec différents orchestres avec la Philharmonie de Vienne, le NDR Sinfonie orchester, l'orchestre Philharmonique de Londres,  l'Orchestre royal du Concertgebouw, les orchestres philharmoniques de  Philadelphie, Cleveland, Cincinnati, Atlanta, Dallas, etc. sous la direction de chefs d'orchestre tels que André Prévin,  Vladimir Ashkenazy, Andrew Litton, Bernard Haitink, Sir Colin Davis, Nikolaus Harnoncourt, James Levine, Zubin Mehta, Carlo Maria Giulini, Leonard Slatkin, Jesús López-Cobos, Edo De Waart, David Zinma, etc.

## Discographie sélective
- Johann Sebastian Bach: Passion selon saint Jean, avec le Staatskapelle Dresden dirigé par Peter Schreier
- Johann Sebastian Bach: Messe en si mineur, avec l'Orchestre symphonique de la Radiodiffusion bavaroise dirigé par Carlo Maria Giulini
- Ludwig van Beethoven: Symphonie no. 9, Orchestre philharmonique royal dirigé par Andre Previn
- George Gershwin: Porgy and Bess, (sélections), avec l'Orchestre philharmonique de New York dirigé par Zubin Mehta
- George Gershwin: Porgy and Bess, dirigé par Leonard Slatkin
- Christoph Willibald Gluck: Paride ed Elena, dirigé par Michael Schneider
- Berthold Goldschmidt: Beatrice Cenci; dirigé par Lothar Zagrosek
- Georg Friedrich Haendel: Theodora – Roberta Alexander, Jochen Kowalski, Hans Peter Blochwitz, Concentus Musicus Wien, dirigé par Nikolaus Harnoncourt
- Haendel: Samson – Anthony Rolfe Johnson, Roberta Alexander, Jochen Kowalski, Christoph Pregardien, Alastair Miles, Maria Venuti, Arnold Schoenberg Chor, Concentus Musicus Wien, dirigé par Nikolaus Harnoncourt
- Janáček: Jenůfa, dirigé par Andrew Davis
- Gustav Mahler: Symphonie nº 4; Orchestre royal du Concertgebouw, Amsterdam; dirigé par Bernard Haitink
- Wolfgang Amadeus Mozart: Don Giovanni,  dirigé par Nikolaus Harnoncourt
- Antonio Salieri: Prima La Musica, Poi Le Parole,  dirigé par Nikolaus Harnoncourt
- Georg Philipp Telemann: Ino,  dirigé par Nikolaus Harnoncourt